# 沪杭客运专线
沪昆高铁沪杭段，工程名沪杭铁路客运专线，为中国一条连接上海市与浙江省杭州市的铁路客运专线，“四纵四横”铁路快速客运通道网络中沪昆客运专线的组成部分。全线设计时速为350公里。工程于2009年2月26日动工兴建，于2010年10月26日通车营运。

## 规划及建设

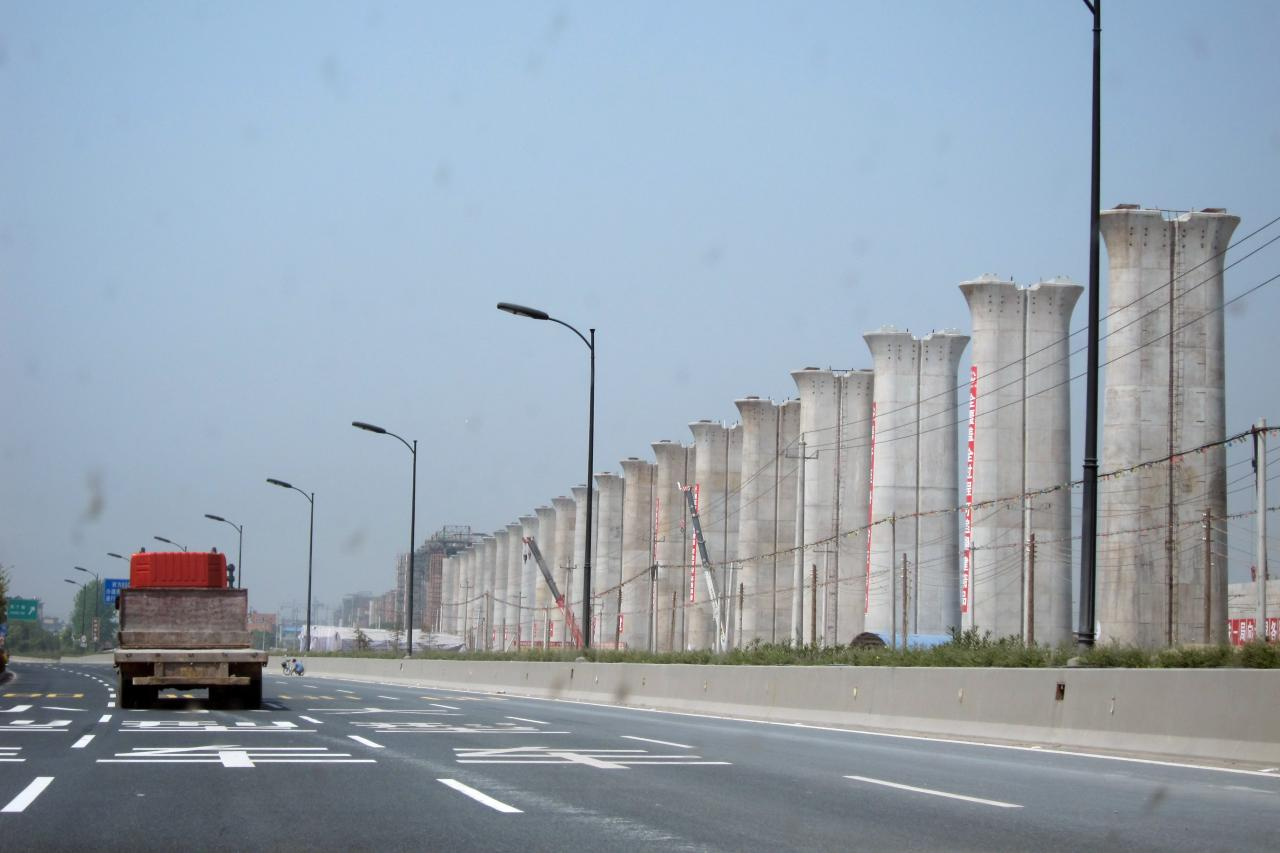
2010年，沪昆高速上拍摄建设中的沪杭高铁

根據铁道第四勘察设计院于2008年11月发布的资料，沪杭客运专线由上海虹桥站至杭州东站，中途設上海松江、金山北、嘉善南、嘉兴南、桐乡、海宁西、临平南等站，投资总额估算為255亿元人民幣。
2009年2月19日，铁道部落实建设方案，全线设置上海虹桥站、松江南站、金山北站、嘉善南站、嘉兴南站、桐乡站、海宁西站、临平南站和杭州东站共9个站点，此外在春申三角区和杭州东站枢纽附近分别引出联络线至上海南站和杭州站。
2009年2月26日在上海金山枫泾镇正式奠基，根据报道，沪杭客运专线设计时速350公里，预计2010年上海世博会开幕前建成运营。预测运量至2020年為136对/日，2030年為182对/日。
2009年11月18日，杭州市余杭区附近在建的沪杭客运专线海杭特大桥桥墩模板突然倒塌，造成1人死亡，5人受伤。
2010年1月21日，沪杭客运专线嘉兴大桥段工地发生脚手架倒塌事故，造成1人死亡，2人受伤。
2010年9月28日，CRH380A在沪杭客运专线进行高速试验，并先后两次刷新“中国铁路第一速”，并刷新了当今世界上正常营运编组列车最高试验速度。当日上午10时40分，一列由上海虹桥开往杭州方向的CRH380A列车的试运行时速达到413.7公里/小时。不到一小时后的11时37分，由杭州折返到上海虹桥试运行途中，最高时速达到416.6公里/小时。

## 列车营运

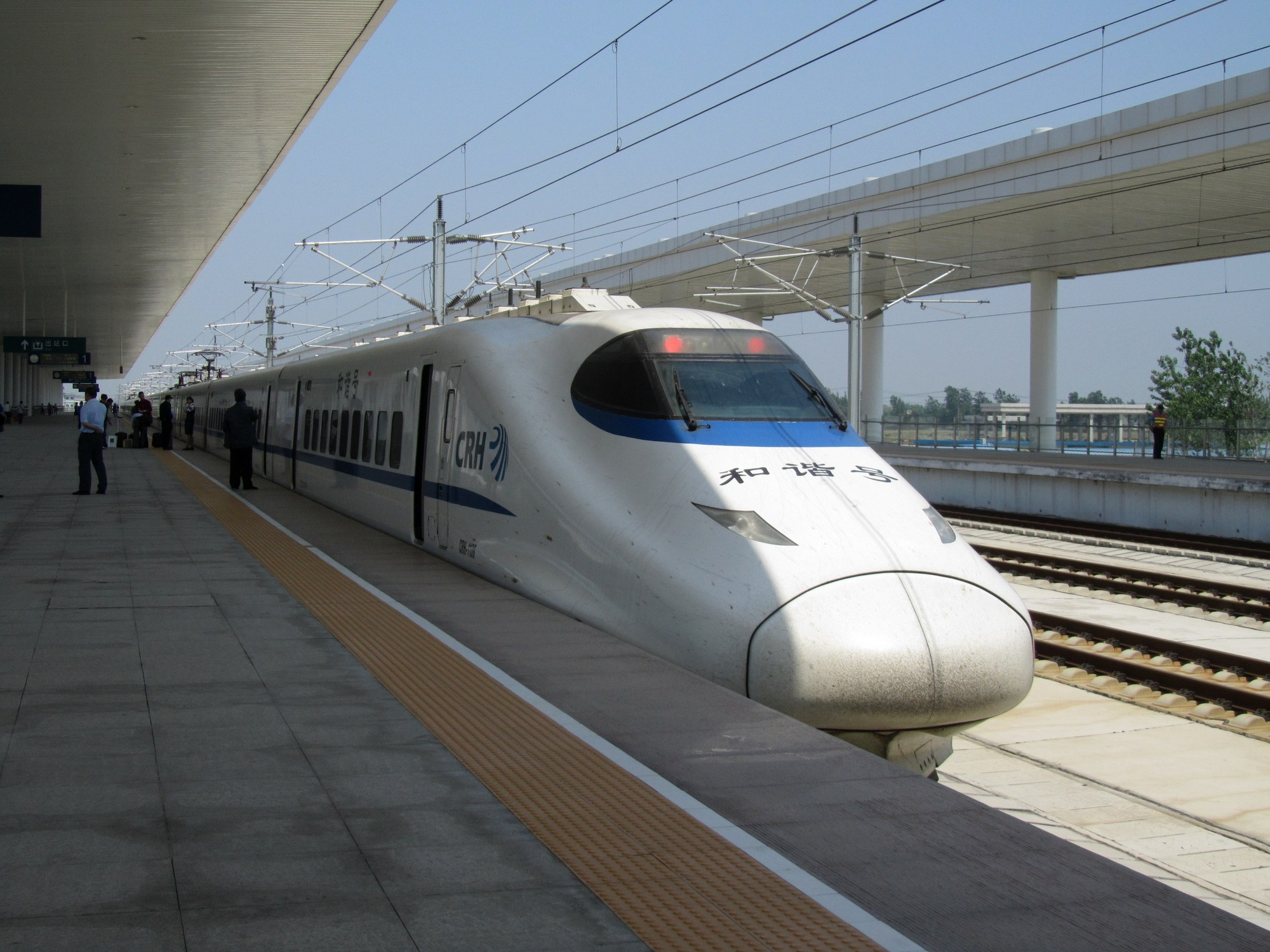
CRH2-113B停靠上海松江站

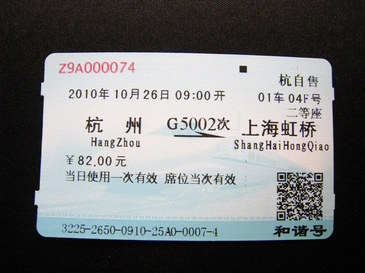
沪杭高铁首发列车G5002次车票

### 初期列车开行方案
2010年10月21日，上海铁路局正式发布沪杭高铁列车开行方案。沪杭高铁共开行80对动车组列车，其中（G字头）高速动车组列车50对，（D字头）动车组30对。
50对高速动车组列车中，杭州至上海虹桥间40对，每整点开行直达列车，每日15对，用时45分，其余时刻为非直达列车，耗时从52分到60分不等；杭州上海间5对，其中直达列车一对，耗时70分，其余4对为停一站或两站，耗时从1小时17分到1小时26分不等；杭州南京间5对，无直达列车，耗时从2小时45分到3小时09分不等。此外，所有上海（南）站始发经沪杭铁路至杭州以远的原有或新开动车组列车全部移至上海虹桥站始发并经沪杭高铁跨线运行，由于里程较既有线短，因此票价有所降低。

### 首发仪式
铁道部门在2010年10月26日上午在上海虹桥站及杭州站同步举行「沪杭高速铁路通车典礼」，并在上海虹桥站及杭州站对开列车，分别为：
- G5001次：上海虹桥开09:00，到杭州09:39；
- G5002次：杭州开09:00，到上海虹桥09:40；
- G5003次：上海虹桥开09:20，到杭州10:05。

在首发列车开行期间，当地电视台安排一架直升飞机从嘉善前往杭州，与一辆从上海虹桥站开往杭州站的G5001次首趟高铁列车进行竞速，两者在9时15分在嘉善南站相遇；然而高铁列车迅速超越了直升机，高铁列车在9时39分到达杭州站，而直升机于10时05分抵达杭州站上空。

### 票价
按當局公佈，途經「沪杭客专」的（G字頭）高速动车组票價如下：
- 杭州↔上海虹桥：一等座123.5元，二等座77.5元；
- 杭州↔上海：一等座147.5元，二等座92.5元；
- 杭州东↔上海虹桥：一等座117元，二等座73元。

### 降速运行
受中国铁路第二次全面降速的影响，上海铁路局重新公布了沪杭高铁列车运行图，沪杭高铁自2011年8月28日进行的运行图第二阶段调整起，最高营运速度降低到300km/h。运行图调整后，开行83对动车组列车，其中33对时速300km本线动车组列车（杭州-上海虹桥），15对时速300km跨线动车组列车（杭州-上海4对，杭州-南京5对，杭州-北京南4对，杭州-济南西、杭州-天津西各一对），35对时速200km动车组列车。票价有所降低，G字头列车本线78元，跨线76元；D字头列车杭州站发49元，杭州南站发54元。
2024年6月15日起，票价基准上涨至二等座0.55元/公里，同时实施浮动票价。杭州东↔上海虹桥公布票价为二等座87元、一等座140元。

### 最短运行时间
目前杭州东-上海虹桥区间最短运行时间为45分钟，中途不停靠任何站点，车次为G1306次、G7536次列车（上行）；G85次列车（下行）。
同时部分列车沪杭区间亦是一站直达，运行时间在45至50分钟之间，车次分别是G1348次、G1372次、G1374次、G1330次、G1660次、G86次、G7536次（上行）；G1653次、G1373次和G1305次列车（下行）。

## 车站
| 車站           | 里程（公里） | 連接路線 | 所在地 | 所在地 | 所在地 |
| -------------- | ------------ | --- | ------ | ------ | ------ |
| 上海虹桥       | 0            | 京沪高速铁路、沪宁城际铁路、沪苏湖高速铁路、沪苏通铁路、上海轨道交通2号线、上海轨道交通10号线、上海轨道交通17号线、上海轨道交通机场联络线、上海轨道交通嘉闵线（建设中）、上海轨道交通示范区线（建设中） | 上海市 | 上海市 | 闵行区 |
| 上海松江       | 31           | 上海轨道交通9号线、沪苏湖高速铁路 | 上海市 | 上海市 | 松江区 |
| 金山北         | 48           | | 上海市 | 上海市 | 金山区 |
| 嘉善南         | 67           | | 浙江省 | 嘉兴市 | 嘉善县 |
| 嘉兴南         | 84           | | 浙江省 | 嘉兴市 | 南湖区 |
| 桐乡           | 112          | | 浙江省 | 嘉兴市 | 桐乡市 |
| 海宁西         | 133          | 杭海城际 | 浙江省 | 嘉兴市 | 海宁市 |
| 临平南         | 144          | 杭州地铁9号线、杭海城际 | 浙江省 | 杭州市 | 临平区 |
| 杭州东         | 159          | 杭长客运专线、宁杭客运专线、杭甬客运专线、沪昆铁路、杭州地铁1号线、杭州地铁4号线、杭州地铁6号线、杭州地铁19号线                                                                                         | 浙江省 | 杭州市 | 上城区 |
| 杭州（聯絡線） | 169          | 宁杭客运专线、宣杭铁路、沪昆铁路绕行线、杭州地铁1号线、杭州地铁5号线 | 浙江省 | 杭州市 | 上城区 |

## 运用故障
2022年2月26日9:50左右，沪杭高铁因地方单位施工影响，造成接触网故障，上海虹桥站多趟列车晚点或停运。经过铁路部门紧急抢修，上行线已于11时40分逐步恢复行车，上行杭州往上海方向列车运行秩序陆续恢复。